# エットレ・ソットサス

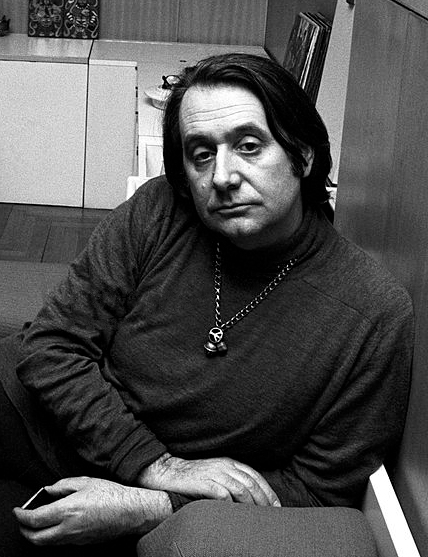
エットレ・ソッツァス, 1969

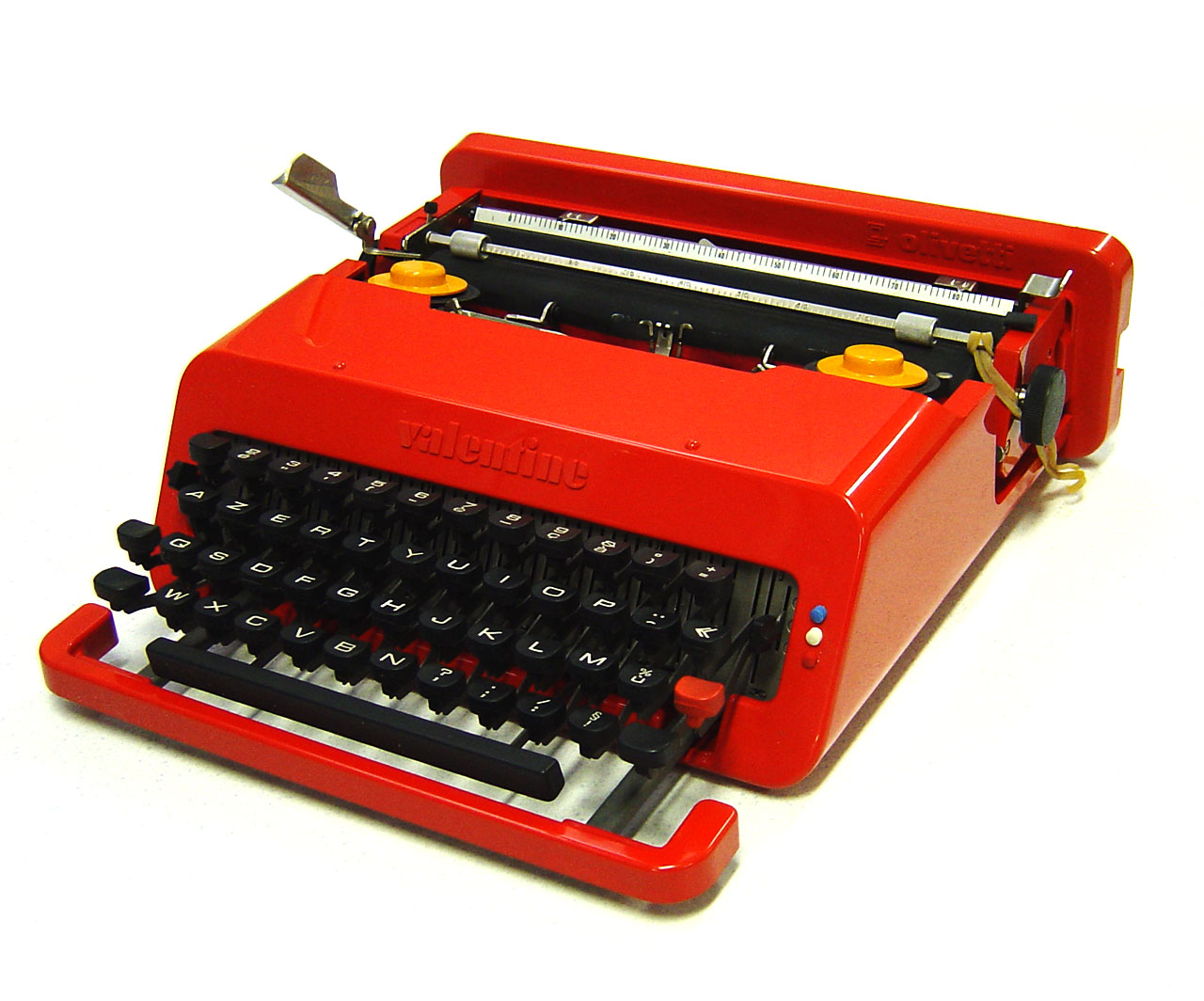
ソットサスのデザインしたオリベッティのタイプライター『ヴァレンタイン』(1969年)

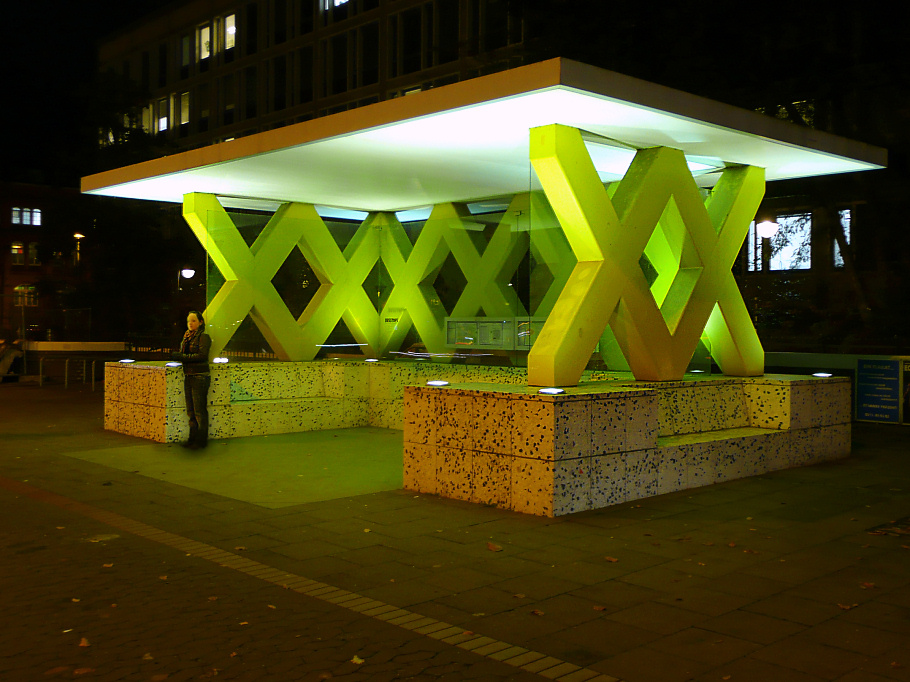
ソットサスのデザインしたハノーファーのバス停

エットレ・ソットサス（Ettore Sottsass、1917年9月14日オーストリア＝ハンガリー帝国・インスブルック生まれ - 2007年12月31日ミラノで没）はイタリアの建築家、インダストリアルデザイナー。ソットサスは戦後イタリアン・デザインに対する世界的な評価を高めた一人で、その作品・スタンスは、影響力が強く、派手で独創性に優れ、時には称えられ時には批判も受けた。
ソットサスは、1958年にオリベッティ社の製品デザインで名を知られるようになった。1959年にはオリベッティのイタリア初の大型コンピュータ・エレア9003を手がけ、1960年代にはコンピュータや周辺機器をはじめ、「テクネ3」や「ヴァレンタイン」といったポータブル・タイプライターなど数多くの製品デザインを行った 
。

## 経歴
ソットサスは1917年9月4日にオーストリアのインスブルックで生まれた。父は建築家で、その仕事に伴いトリノへ移りそこで育った。1939年、トリノ工科大学（Politecnico di Torino）の建築学科を卒業したが、第二次世界大戦でイタリア軍に従軍しユーゴスラビアの収容所で終戦を迎えた。
復員したソットサスは1947年にミラノに建築および産業デザインの事務所を開設し、ジオ・ポンティ（Giò Ponti）やカルロ・モリーノ（Carlo Mollino）らデザイナー・建築家が戦後イタリアの復興のために結成したグループに加わった。当時のイタリアでは、社会や経済の近代化をめぐって、インテリや実業家ら改革推進派と、中産階級や政府など改革抵抗派が対立していたが、デザイナーらは消費社会に反対する風土に抑圧されつつ、混沌とした情勢を利用して大量生産企業相手や地方の家族企業相手の両方の方向性の仕事を行った。またバウハウス以後に確立されたモダニズムの思想に基づきながらも、人間性を重視した新しいデザイン言語を作り上げた。。
ソットサスは建築設計や展覧会出展などの仕事を行っていたが、1958年よりオリベッティとデザイン・コンサルタントとしてのフリーランス契約を結び、電子機器やタイプライター、オフィス家具のデザインを開始した。彼は当時、電子技術の知識はあまりなかったものの、英米のポップアートの影響や、アーキグラムなどのグループが打ち出すハイテクを駆使した過激なデザインを吸収して咀嚼していた。彼のデザインした「トテム」（totem）や大型コンピュータ「エレア9003」（ELEA 9003）などは1959年にイタリア最高のデザイン賞を受賞した。ソットサスはエレア9003のデザインにあたって、コンピュータの機能を区別しやすいようそれぞれの機器に色を塗り分けたほか、高さを抑えて技術者が互いの位置を把握できるようにした。オリベッティとの共同作業は40年に渡り続いた。1969年にはペリー・キングとともに、非常に鮮やかな赤色のプラスチックケース入りポータブルタイプライター、「ヴァレンタイン」をデザインした。これは当時の産業デザインに比べるとポップアート作品に近いほどの大胆さであり、当時の働く女性の究極のファッションアイテムとなった。現在ではニューヨーク近代美術館のコレクションとなっている。
オリベッティと働いていたのと同じ時期、1961年にはインド旅行で強い哲学的衝撃を受けたほか、同年に病気療養のためアメリカ西海岸のパロアルトに滞在し、同地のビートニク詩人らと交わったことで新しい文化を吸収した。
なお、日本の美術家であるタイガー立石が、1971年からオリベッティ社配下のソットサスのデザイン研究所に在籍している。

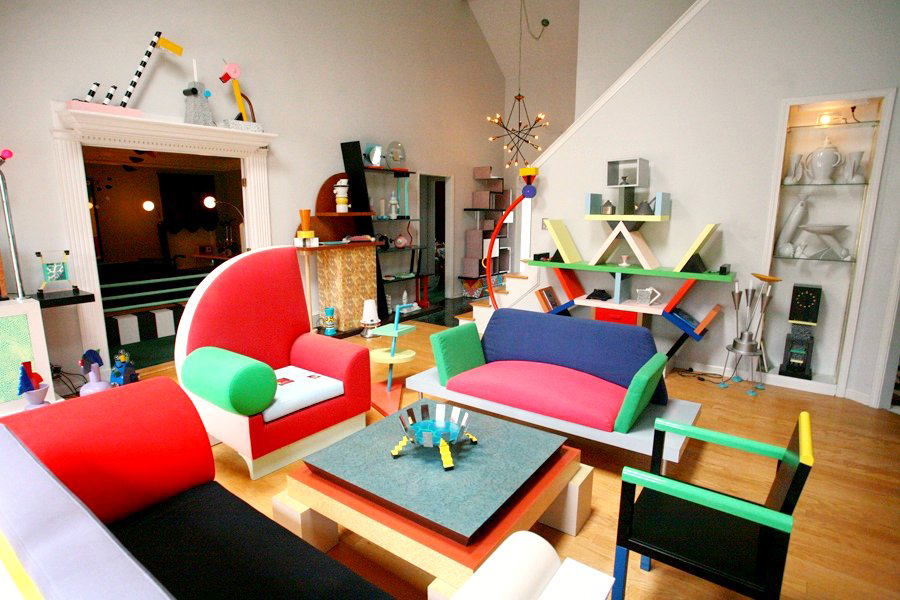
ソットサスらの結成した「メンフィス」のデザイン家具コレクション

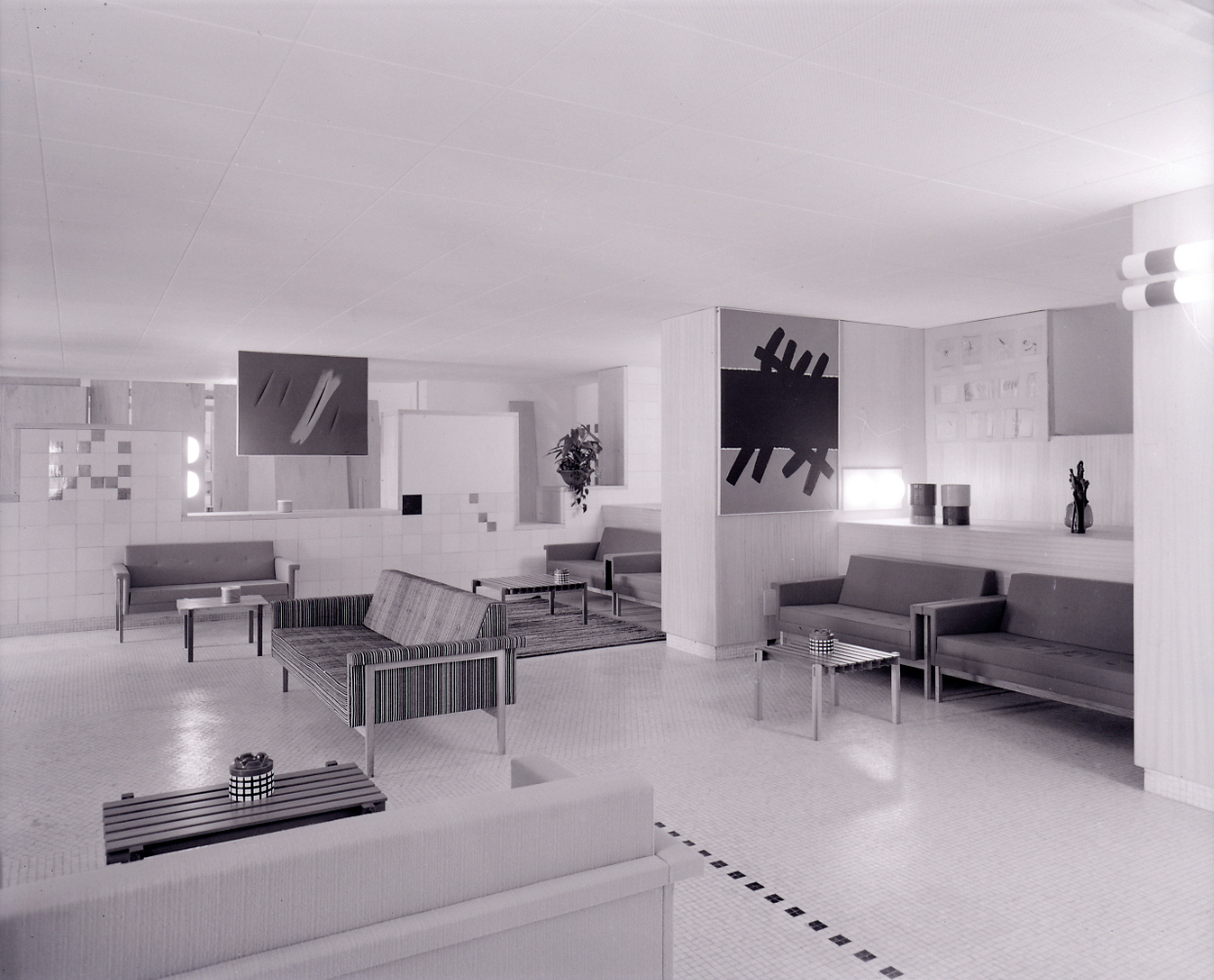
第12回ミラノトリエンナーレ。ソットサスによって設計されたインテリア家具。撮影:パオロ・モンティ、1960年

1980年、60歳代のソットサスはデザインや展覧会を通して知り合ったマルコ・ザニーニ（Marco Zanini）ら若手デザイナーと「ソットサス・アソシエイツ」を作り、1981年にはソットサス・アソシエイツのメンバーや世界から集まった30歳代の若手デザイナー・建築家らと「メンフィス・グループ」を結成した（この名は、彼らがボブ・ディランの『Stuck Inside of Mobile With the Memphis Blues Again』を聴きながら飲んでいたときに決まった）。「メンフィス」は40点ほどの家具、陶磁器、照明器具、ガラス製品、テキスタイルを集めた展覧会を開いたが、その作品は蛍光色などの鮮やかな色彩、滑らかな表面、うねるような形状などを特徴としていた。メンフィス・グループ時代のソットサスの鮮やかで反語的なデザインは、戦後の頃のモダニストとしてのより簡素な作品からは離れたと見られた一方、ポストモダンのデザインや芸術の好例として熱狂的に受け容れられた。
インダストリアルデザイナーとしてのソットサスは、1960年代から家具会社のポルトロノヴァ（Poltronova）のデザインも手がけた。また1980年代にはヨーロッパ・アメリカ・日本各地で市街地再開発や個人宅の設計を行ったほか、フィオルッチ（Fiorucci）やエスプリ（Esprit）などのブランドの店舗内装デザイン、マンデッリ社の工作機械、ブリオンヴェガ社のテレビ、ウェラ社の家電、トーヨーサッシ（現トステム）の窓枠などのデザインも行っている。こうしたデザインや設計には、アルド・チビック（Aldo Cibic）、ジェームズ・アーヴィン（James Irvine）、マテオ・テュン（Matteo Thun）らが共同設計者としてかかわっている。また1994年にはポンピドゥ・センターで、2006年にはロサンゼルス・カウンティ美術館で、2007年にはロンドンのデザイン・ミュージアムで大規模な回顧展が行われた。